# Тайлапа II
Тайлапа II — засновник імперії Західних Чалук'їв.

## Правління
Упродовж кількох років зумів об'єднати під своєю владою регіон між річками Нармада і Тунґабгадра. Його повстання, імовірно, мало підтримку з боку династії Калачурі, з якої походила мати Тайлапи та яку підкорив правитель Раштракутів Крішна III. Дружиною Тайлапи стала царівна Раштракутів Якавве.
Тайлапа II покровительствував відомому каннадійському епічному поету Ранні. За часів його правління було завершено будівництво храму Каллешвари, що було розпочато ще за панування пізніх Раштракутів.